# Хрест Ейнштейна
Хрест Ейнште́йна — квазар Q2237+030 (QSO 2237+0305), що просвічується через ядро  спіральної галактики ZW 2237+030. Галактика діє як гравітаційна лінза, внаслідок чого виникає чотири зображення квазара, які утворюють майже ідеальний хрест із галактикою-лінзою в центрі. Його назвали Хрест Ейнштейна, на честь творця загальної теорії відносності, яка дозволила передбачити явище гравітаційних лінз. Квазар має червоний зсув z=1,7, а галактика, що виконує роль гравітаційної лінзи, — z=0,04. Хрест Ейнштейна можна спостерігати в сузір'ї Пегаса за координатами 22h40m30s +3d21m30s.
Галактика розділяє зображення квазара на чотири фрагменти внаслідок того, що її ядро має квадрупольний розподіл яскравості.